# 腱鞘巨細胞腫

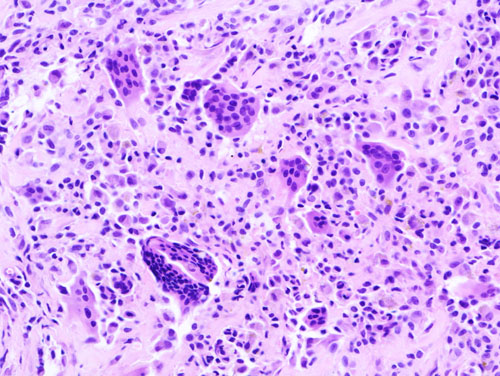
手指に発生した腱鞘巨細胞腫の病理組織像（HE染色）

腱鞘巨細胞腫（けんしょうきょさいぼうしゅ、英Giant cell tumor of tendon sheath：GCTTS、ICD-O 9252/0)は、四肢末梢の関節および腱鞘周辺に好発する軟部腫瘍である。同義語として結節性腱鞘滑膜炎（英nodular tenosynovitis）が挙げられる。炎症性疾患ではなくれっきとした腫瘍性病変である。軟部腫瘍の旧分類（1993年）では関節滑膜腫瘍群に含められていたが、新WHO分類では線維組織球腫瘍の良性腫瘍群に移行した。これは後述するように本疾患が単核食細胞系細胞への分化が明瞭になったためである。しかし、本疾患と骨巨細胞腫（ICD-O 9250/1）との相同性を強調する研究報告もあり、今後も分類の変遷が予想される。類縁疾患として瀰漫型巨細胞腫（色素性絨毛結節性滑膜炎、ICD-O 9251/0)が知られている。

## 疫学
良性腫瘍であるので正確な発生頻度を記載した報告はないが、整形外科医が治療目的に切除する良性軟部腫瘍の中では脂肪腫、神経鞘腫に次いで多い疾患である。中年～壮年期の女性に多く、男女比は1:2と記載されたものが多い（Enzinger FM et al., 1995）。圧倒的に手指の指節間関節周囲の腱鞘に隣接して発生する例が多い。部位としては伸筋腱鞘周囲と屈筋腱鞘周囲がほぼ同頻度である。手指関節以外では膝関節、股関節、手関節、肘関節での発生が報告されている。

## 症状
手指の無痛性皮下腫瘤として発症する。緩徐な発育を示し医師の診察を受けるまでに数年を経ていることが一般的である。年余に渡り大きさに変化がない例もある。外傷との既往を訴える患者もいるが、発生部位が手指周辺であるので受傷との因果関係は偶然のことが多い。

## 病理組織学的特徴
肉眼的には境界明瞭で弾性硬の結節性腫瘤で、割面は充実性均質で淡褐色調から黄褐色調を呈している。大きさが3cmを超えるものは稀である。組織学的には単核均一な組織球様細胞の密な増殖を背景に、破骨細胞様の多核巨細胞が分布している。ヘモジデリン貪食細胞や泡沫組織球の浸潤、さらには肥満細胞、リンパ球など炎症細胞浸潤も少なからず認められる。単核細胞および多核巨細胞はマクロファージ特異的なCD68 (KP-1単クローン抗体)に陽性である。

## 鑑別疾患リスト
手指に発生した病変では術前診断で腱鞘巨細胞腫とされる例が圧倒的だが、整形外科医からは腱鞘線維腫（ICD-O 8810/0）、類上皮肉腫（ICD-O 8804/03）との鑑別を求められる。病理組織学的鑑別に苦慮することは殆んどない。

## 巨細胞性腫瘍の発生論
腱鞘巨細胞腫、骨巨細胞腫、巨細胞性修復肉芽腫、動脈瘤様骨嚢胞、軟骨芽腫など巨細胞性増殖を特徴とする骨・軟部腫瘍の一群がある。最近の研究によれば、腱鞘巨細胞腫と骨巨細胞腫では多核巨細胞は細胞化学的に酒石酸耐性の酸性ホスファターゼ陽性で、ビトロネクチンレセプター発現陽性であることから破骨細胞への分化を示すことが確認された。一方、単核間質細胞は骨芽細胞の形質を示し、アルカリホスファターゼ発現、NFκB ligandのレセプター活性化因子であるRANKLの発現が認められた。RANKLは破骨細胞形成に必須の因子であり、破骨細胞形成がRANKL依存性に生じていることが示唆されている。これらの単核細胞はオステオプロテグリン（osteoprotegrin, OPG）の発現も陽性で、破骨細胞形成の阻害因子として機能していると考えるべきである(Lau YS et al., 2005)。また、破骨細胞分化因子であるbasic helix-loop-helix型転写因子MITFの発現を巨細胞性腫瘍や腫瘍様病変で検討した結果、高率に単核または多核細胞にMITFが発現していることから、破骨細胞の最終分化に関わる転写因子が病変形成を修飾していることも明らかにされている（Seethala RR et al., 2004）。こうした破骨細胞への分化を制御する因子をターゲットに創薬的研究が進み、一部の巨細胞性腫瘍の治療への展望が開かれつつある。

## 治療
腫瘍部の完全摘除が有効である。化学療法、放射線療法は適応外である。

## 予後
切除後の局所再発例は10-20%である（Enzinger FM et al, 1995）。腱鞘機能に影響しないように注意深く腫瘍を核出しても、少量遺残した腫瘍細胞が再発の母地となる。